# Эвертсен, Корнелис (старший)
Корнелис Эвертсен (старший) (нидерл. Cornelis Evertsen de Oude; 4 августа 1610, Флиссинген — 11 июня 1666) — голландский адмирал, флотоводец.

## Биография
Корнелис Эвертсен Старший — потомственный военный моряк. Его дед и отец служили в Военно-морском флота Зеландии.
После гибели отца в бою в 1617, Адмиралтейство Зеландии с учётом большие заслуг присвоило всем его пятерым сыновьям звание лейтенантов, в том числе, несмотря на его молодой возраст, Корнелису и его старшему брату Йохану.
Службу в военном флоте Голландии начинал под командованием адмирала Мартена Харпертзона Тромпа.
В 1626 Корнелис впервые упоминается в списках моряков голландского флота, участвующих в каперском рейде. 25 августа 1636 был назначен капитаном.
В битве при Даунс в 1639, в которой голландский флот уничтожил испанский, искавший убежище в нейтральных английских водах, капитан Эвертсен захватил испанский галеон.
Участник Первой англо-голландской войны (1652—1654). 1 мая 1652 года был назначен заместителем коммодора флота Зеландии в ранге временного контр-адмирал.
В морском сражении у Схевенингена его корабль был потоплен, и он, раненый, был взят в плен. В течение 3 месяцев был узником англичан.
14 марта 1654 Корнелис Эвертсен Старший был назначен контр-адмиралом.
Уже в 1655 — командовал нидерландской эскадрой в Средиземном море.
В ходе Северной войны в 1659 году стал субкоммандером флота Рюйтера. Участвовал в сражениях с Данией и снятии осады Нюборга шведами.
В 1661 был в числе командующих голландского средиземноморского флота Рюйтера, выполнявшего карательные акции против алжирских корсаров. Эвертсен и де Рюйтер были близкими друзьями.
Во время Второй англо-голландской войны (1665—1667) в чине вице-адмирала, шаутбенахта Северной Голландии, командующего 6 (Зеландской) эскадрой участвовал в Лоустофтском сражении, которое состоялось 13 июня 1665 года в Северном море, около Лоустофта, между флотами Англии и Голландской республики.
В последний раз принял участие в следующем крупном морском сражении с Англией в июне 1666 года.
11 июня 1666 года британский адмирал Джордж Монк обнаружил у Дюнкерка голландскую эскадру. Несмотря на то, что силы Монка были значительно меньше (56 кораблей), он все же решил атаковать голландцев.
Голландская эскадра имела 71 линейный корабль, 14 фрегатов, 5 мобилизованных яхт и 8 брандеров. Авангардом голландцев командовал лейтенант-адмирал Корнелис Эвертсен-старший на 70-пушечном «Вальхерене».
В первый же день знаменитого Четырёхдневного сражения был убит.
Это был самый грандиозный бой Второй англо-голландской войны. Англичане потеряли 10 кораблей, примерно полторы тысячи моряков были убиты (в их числе вице-адмиралы Барклей и Мингз), 1450 — ранены, в плен взяты 2000 человек, в том числе английский вице-адмирал Эскью. Голландские потери ограничились 4 судами, 1550 человек было убито (в том числе лейтенант-адмирал Корнелис Эвертсен-старший, вице-адмирал Абрахам ван дер Хюлст и контр-адмирал Фредерик Стахауэр), 1300 моряков было ранено.
Поражение флота наряду с эпидемией чумы в Лондоне поставило Англию на грань поражения. Английский флот не мог более контролировать ни воды Голландии, ни воды Британии.